# Erich Grauheding
Erich Grauheding (* 10. Februar 1911 in Essen; † 12. Juli 2000 in Speyer) war ein deutscher Jurist und von 1964 bis 1975 Präsident des Landeskirchenamtes in Kiel. 

## Leben
Erich Grauheding war der einzige Sohn des Verwaltungsdirektors Richard Grauheding (1876–1940) und seiner Ehefrau Juliane, geb. Heinrichs. Er besuchte das Helmholtz-Gymnasium Essen bis zum Abitur 1930 und studierte Rechtswissenschaften, zunächst an der Ludwig-Maximilians-Universität München und ab dem Sommer 1932 an der Universität zu Köln. 1934 bestand er das Referendarexamen vor dem Oberlandesgericht Köln, im selben Jahr wurde er an der Universität Köln zum Dr. iur. promoviert.
Er war zunächst als Gerichtsassessor in Essen tätig. 1938 trat er als juristischer Hilfsarbeiter am Konsistorium in Stettin in den Dienst der Kirche der Altpreußischen Union. 1939 wurde er als Assessor an das Konsistorium der Kirchenprovinz Sachsen in Magdeburg versetzt und hier 1941 zum Konsistorialrat ernannt. Von 1942 bis 1945 leistete er Kriegsdienst und war in Kriegsgefangenschaft, in dieser Zeit gab es 1943 Pläne zu seiner Übernahme in das Reichserziehungsministerium unter Berufung ins Reichsbeamtenverhältnis. 1946 kehrte er an die Magdeburger Kirchenverwaltung zurück. 

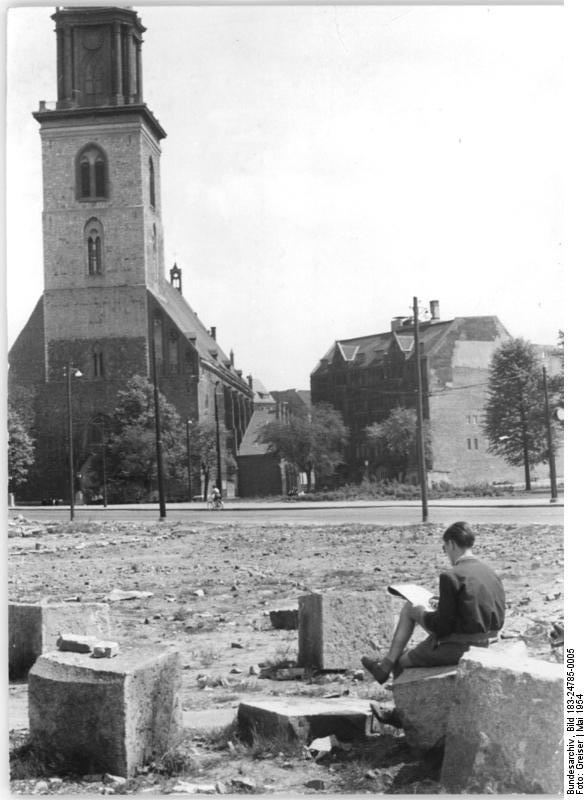
Grauhedings Amtssitz in Berlin 1956

Ab 1952 war er als Oberkirchenrat leitender Jurist der (Ost-)Berliner Stelle der Kirchenkanzlei der EKD in der Bischofsstraße im Marienviertel. Zusammen mit Propst Heinrich Grüber, dem Generalbevollmächtigten des Rates der Evangelischen Kirche in Deutschland (EKD) beim Ministerrat der DDR, war Grauheding oft Vertreter der EKD in kirchlichen Angelegenheiten der DDR, so bei Verhandlungen mit Otto Nuschke am 14. Dezember 1955 und 6. August 1956. Er war Chefredakteur und ab 1957 Lizenzträger der Ost-Ausgabe des EKD-Amtsblatts und verhandelte die Dienstanweisung für Gefängnisseelsorger in der DDR.
1958 ging er in den Westen und kam als Oberkirchenrat in das Landeskirchenamt der Evangelischen Kirche der Pfalz (Protestantische Landeskirche) nach Speyer. In seine Amtszeit fiel der Abschluss des Staatskirchenvertrags des Landes Rheinland-Pfalz mit den Evangelischen Landeskirchen in Rheinland-Pfalz vom 3. November 1962.
Die Kirchenleitung der Evangelisch-Lutherischen Landeskirche Schleswig-Holsteins berief ihn zum 1. November 1964 als Nachfolger von Oskar Epha zum Präsidenten des Landeskirchenamtes in Kiel. 1975 ging er in den Ruhestand. Sein Nachfolger wurde im Zuge der Vorbereitungen zur Gründung der Nordelbischen Evangelisch-Lutherische Kirche der Leiter der Kirchenkanzlei der Evangelisch-Lutherischen Kirche in Lübeck, Horst Göldner.
Von 1966 bis 1972 war Erich Grauheding Mitglied der Synode der EKD.

## Werke
- Der Zuschlag in der Fahrnisvollstreckung. Diss. iur. Köln 1935
- Der Mainzer Staatskirchenvertrag. In: ZevKR 10 (1963), S. 143–172